# Mijzijde
Mijzijde is een buurtschap behorende tot de Nederlandse gemeente Woerden, in de provincie Utrecht. Het is gelegen tussen Kamerik en Woerdense Verlaat.
In 2006 woonden er 160 mensen in 35 woningen.
Tot 8 september 1857 bestond naast de gemeente Kamerik en Mijzijde (ook wel Kamerik-Mijzijde) ook een gemeente Kamerik en de Houtdijken (ook wel Kamerik-Houtdijken). Op die datum fuseerden deze twee gemeenten met de gemeenten 's-Gravesloot en Teckop tot de gemeente Kamerik. In 1989 ging die weer op in de gemeente Woerden.
Wijken van Woerden: Bomen- en Bloemenkwartier · Molenvliet · Snel en Polanen · Schilderkwartier · Staatsliedenkwartier · Waterrijk

Dorpen: Harmelen · Kamerik · Kanis · De Meije · Zegveld

Buurtschappen: Barwoutswaarder · Bekenes · Breeveld · Breudijk · Cattenbroek · Geestdorp · Gerverscop · Harmelerwaard · Houtdijken · Kromwijk · Lagebroek · Mijzijde · Oud-Kamerik · Reijerscop · Rietveld · Teckop

Utrecht · Plaatsen in de provincie      Nederland · Provincies · Gemeenten